# Jeg er sgu min egen
Jeg er sgu min egen er en dansk filmmusical fra 1967 med manuskript af Klaus Rifbjerg og instruktion af Erik Balling. Titlen henviser til sidste linje af Piet Heins kendte gruk Lille kat.

## Handling
Annie (spillet af Daimi) er en ung pige, der kommer ud fra en ungdomsinstitution og skal prøve at få et liv. Hun har masser af mod på livet og hader bånd, men ender i retten efter at have været indblandet i et slagsmål. Her idømmes hun optagelse i bagermester Hyldersens (Bundgaard) familie, hvilket Annie dog ikke bryder sig om. Hun smutter ud om aftenen for at opsøge beatmusikeren Anders (Cæsar), men værgen (Sprogøe) finder hende og truer hende med, at hun kommer på institution igen. Annie benytter sig af den rige beundrer Christian (Steen), der har inviteret hende til rævejagt på forældrenes gods. Da værgen opsøger Christian og fortæller ham om hendes fortid, siger denne, at han skal giftes med Annie. Anders og hans orkester spiller til bal på godset, og Anders og Christian kommer op at slås om Annie, der imens stikker af. De prøver at finde hende, og det ender med, at hun bliver gift med Christian, så hun kan få fred for værgen. I slutscenen synger Anders for Annie, mens hun ligger i ægtesengen, og både han og Christian spørger hende: "Hvis er du?", hvortil Annie svarer med et frejdigt: "Mjav!" med et spil på Piet Heins gruk.

## Medvirkende
- Daimi Gentle
- Peter Steen
- Bjarne "Cæsar" Rasmussen
- Poul Bundgaard
- Ove Sprogøe
- Poul Reichhardt
- Kirsten Walther
- Vigga Bro
- Christiane Rohde
- Gyda Hansen
- Bendt Rothe
- Karl Stegger
- Henrik Wiehe
- Ole Monty
- Else Marie Hansen
- Jørgen Beck
- Stig Hoffmeyer
- Bent Warburg
- Bjørn Spiro
- Gunnar Bigum

## Sange
Musikken i filmen er skrevet af Bent Fabricius-Bjerre, og Klaus Rifbjerg har skrevet teksterne. Blandt sangene kan nævnes:
- "Jeg sætter min hat som jeg vil" (sunget af Daimi)
- "Duerne flyver" (Cæsar)
- "Gå – gå!" (Daimi)
- "En sæk af gode øjeblikke" (Daimi)

Beatorkesteret i filmen spilles af The Defenders, der var meget populære på det tidspunkt. De spiller med på nogle af numrene.
I filmen medvirker endvidere den britiske supergruppe Cream i en scene, hvor orkesteret spiller sangene "World of Pain" og "We're Going Wrong".

## Scenografi
En stor del af filmen er indspillet "on location", navnlig i København, mens nogle scener er bevidst stiliseret og optaget i studie. Det gælder blandt andet en scene, hvor Annie fortæller en løgn om en engelsk kaptajn (Reichhart), hun skal giftes med, samt balscenen på godset, hvor gæsterne står stift rundt i dekorationen for at vise overklassens tomhed.